# Färgelanda kommunala realskola
Färgelanda kommunala realskola var en kommunal realskola i Färgelanda verksam från 1950 till 1971.

## Historia
Skolan bildades 1950 som kommunal mellanskola vilken ombildades till kommunal realskola 1 juli 1952
Realexamen gavs från 1954 till 1971.
Som skolbyggnad användes en byggnad från 1906 som använts av Färgelanda folkhögskola och som revs 1970 i anslutning till att realskolan upphörde.